# European Sky Shield Initiative

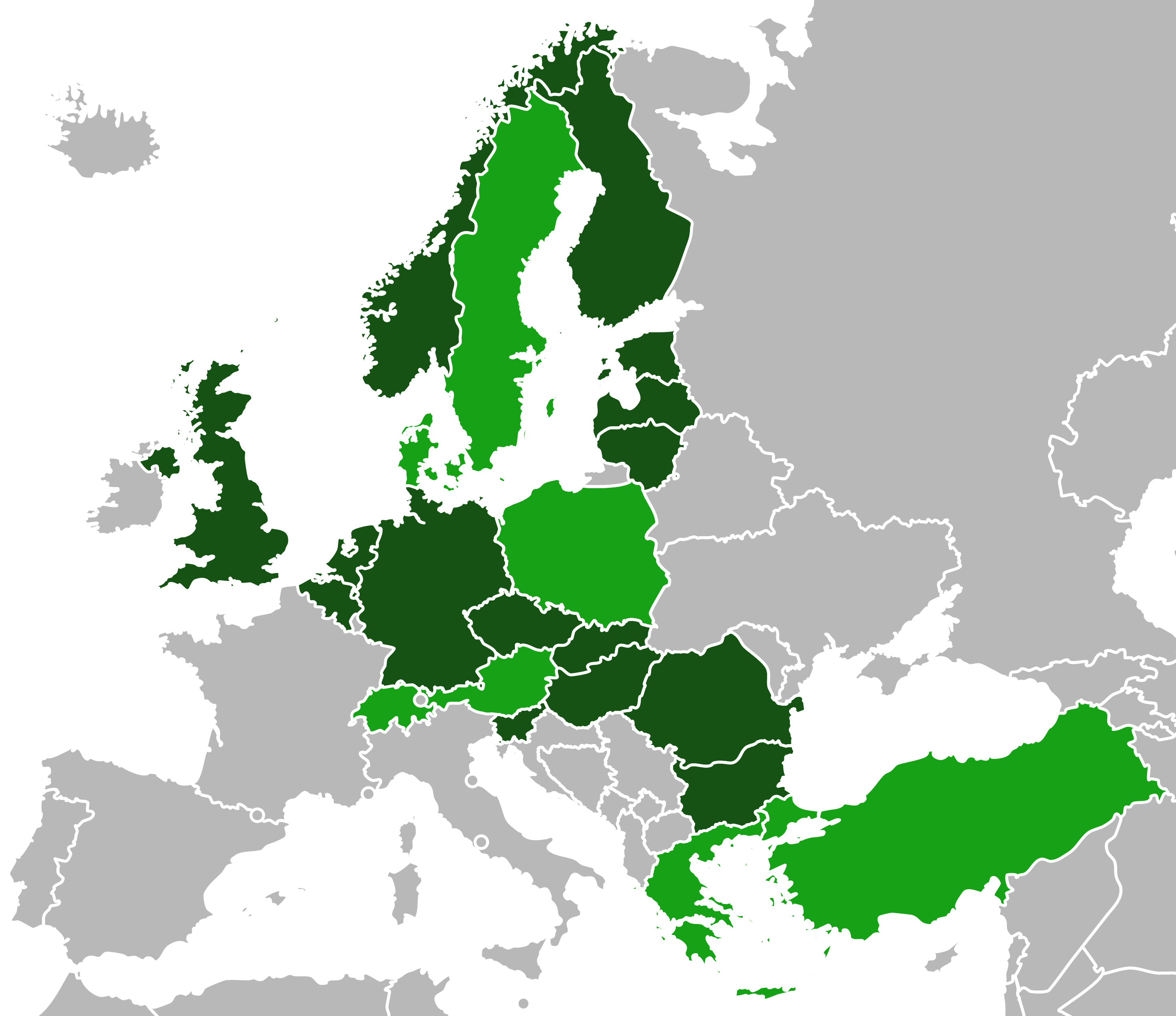
Mapa členů iniciativy Evropský štít

European Sky Shield Initiative (ESSI) je projekt evropské integrované protivzdušné a protiraketové obrany. K roku 2025 bylo do iniciativy zapojeno 24 evropských států, včetně České republiky.
Svou vizi posílené evropské protivzdušné obrany německý kancléř Olaf Scholz 29. srpna 2022 přednesl ve svém projevu na Univerzitě Karlově. Berlín bude podle Scholzova projevu nejen investovat do systému PVO, ale také vyzve několik evropských států k účasti. Scholzem nastíněný projekt ESSI byl reakcí na ruskou agresi proti Ukrajině.
Dne 13. října 2022 čtrnáct států podepsalo memorandum o porozumění s cílem dále rozvíjet evropskou protivzdušnou obranu prostřednictvím společného nákupu vybavení a raket zapojenými státy. Byly to Belgie, Bulharsko, Česko, Estonsko, Finsko, Litva, Lotyšsko, Maďarsko, Německo, Nizozemsko, Rumunsko, Slovensko, Slovinsko a Spojené království. Vůdčí roli v iniciativě má Německo. Mezi prvotními členy jediné Finsko ještě nebylo členem Severoatlantické aliance.
V únoru 2023 se k iniciativě připojilo Dánsko a Švédsko, v červenci 2023 Rakousko a Švýcarsko, v únoru 2024 Turecko a Řecko. V roce 2024 se k iniciativě připojilo Polsko. Stalo se 22. zapojeným státem.
Projekt ESSI představuje integrovanou protivzdušnou obranu využívající tří systémů protivzdušné obrany s krátkým, středním a dlouhým dosahem. Vybrán byl německý systém IRIS-T SLM, americký systém Patriot a americko-izraelský protiraketový systém Arrow 3, který cíle zachycuje mimo zemskou atmosféru. Později byl doplněn ještě německý kanónový systém krátkého dosahu Skyranger 30.
Program však provází i nemalá kritika. S iniciativou nesouhlasí Francie, Itálie či Španělsko. Německá objednávka systémů Arrow 3 z roku 2023 vedla k ochlazení vztahů mezi Francií a Německem. Francie iniciativu považuje za ohrožení unijní suverenity kvůli klíčovému zapojení neevropských firem a naopak potřebě zachování evropské vojensko-průmyslové suverenity. V rámci ESSI je pouze jeden německý raketový systém IRIS-T SLM od společnosti Diehl Defence (kanónový systém Skyranger 30 vyvinul německý koncern Rheinmetall). Nevyužity byly například výrobky evropské společnosti MBDA (např. SAMP/T), konkurenta Diehl Defence.